# 碧南市の地名
- 愛知県 > 碧南市 > 地名

碧南市の地名では、同市内に存在する町名・大字を1948年成立前の旧町村ごとに列挙する。括弧内の地名は旧大字・町名・自治体、数字は廃止年である。

## 旧大浜町
碧海郡大浜町は町制時大字が編成されておらず、当市成立後も大字が編成されていないままだったが、1972年から順次町名が設置された。以下成立年ごとに記載する。
1972年
- 野田町
- 松本町
- 沢渡町

1973年
- 伊勢町
- 宮町
- 浜田町
- 西浜町
- 塩浜町(棚尾の一部含む)
- 錦町
- 築山町
- 音羽町
- 浜寺町
- 中町
- 羽根町
- 本郷町
- 作塚町
- 石橋町
- 中松町

1976年
- 権現町
- 岬町
- 若松町
- 入船町
- 権田町
- 大浜上町

1984年
- 向陽町
- 植出町

1986年
- 宮後町
- 末広町
- 栄町

1990年代頃
- 雨池町

## 旧新川町
碧海郡新川町は町制時大字が編成されておらず、当市成立後も大字が編成されていないままだったが、1973年から順次町名が設置された。以下成立年ごとに記載する。
1973年
- 山下町(西端の一部含む)

1976年
- 松江町
- 田尻町
- 六軒町
- 丸山町
- 久沓町
- 堀方町(鷲塚の一部含む)
- 天王町
- 福清水町
- 道場山町
- 浅間町(港一番町の一部含む)
- 山神町(港一番町の一部含む)
- 新川町
- 篭田町
- 千福町
- 浜尾町
- 住吉町
- 金山町
- 東山町
- 西山町
- 鶴見町
- 相生町

## 旧棚尾町
碧海郡棚尾町は町制時大字が編成されておらず、当市成立後も大字が編成されていないままだったが、1972年から順次町名が設置された。以下成立年ごとに記載する。
1972年
- 源氏神明町(平七の一部含む)

1973年
- 若宮町(平七の一部含む)
- 弥生町
- 志貴町(平七の一部含む)
- 源氏町
- 汐田町
- 春日町
- 栗山町(大浜・平七の一部含む)
- 幸町
- 善明町(大浜の一部含む)
- 棚尾本町(平七の一部含む)

## 旧旭村
碧海郡旭村は1906年に3村の合併により発足し、その旧村域内には1948年の当市成立時点で以下の大字が存在していた。
- 前浜新田(旧志貴崎村、1976年廃止)
- 平七(旧志貴崎村、1984年廃止)
- 伏見屋外新田(旧志貴崎村、1990年代頃廃止)
- 伏見屋(旧伏見屋村、1985年廃止)
- 鷲塚(旧鷲塚村、1985年廃止)

1972年から以上の大字でも区画整理や住居表示により順次町名が設置されている。成立年ごとに列挙する。
1964年
- 川口町(前浜新田)

1973年
- 稲荷町(前浜新田)
- 河方町(前浜新田)
- 中山町(鷲塚、棚尾の一部含む)
- 尾城町(鷲塚、棚尾の一部含む)

1974年
- 前浜町(前浜新田)
- 平七町(平七)
- 鴻島町(鷲塚・伏見屋・平七)
- 日進町(伏見屋・平七)
- 東浦町(平七・伏見屋、棚尾の一部含む)
- 霞浦町(平七)
- 伏見町(伏見屋)
- 荒子町(鷲塚)
- 笹山町(鷲塚)
- 鷲塚町(鷲塚)
- 新道町(鷲塚)
- 鷲林町(鷲塚)
- 天神町(鷲塚)
- 城山町(鷲塚)
- 神有町(鷲塚)
- 二本木町(鷲塚)
- 旭町(鷲塚)

1975年
- 中田町(前浜新田)
- 潮見町(前浜新田)
- 江口町(前浜新田)

1976年
- 葭生町(前浜新田)
- 北浦町(二本木町・鷲塚)
- 縄手町(鷲塚・鷲塚町・旭町、根崎町の全域含む)

1979年
- 平和町(鷲塚・笹山町)
- 見合町(鷲塚)

1984年
- 川端町(平七)
- 志貴崎町(平七)
- 舟江町(伏見屋・平七)
- 照光町(伏見屋)
- 池下町(伏見屋)
- 三宅町(伏見屋)

1985年
- 亀穴町(伏見屋)
- 大堤町(伏見屋)
- 三角町(伏見屋)
- 流作町(伏見屋)
- 小屋下町(伏見屋)
- 三間町(伏見屋)
- 下洲町(伏見屋)
- 矢縄町(伏見屋)
- 踏分町(鷲塚)
- 緑町(鷲塚)
- 中後町(鷲塚)

1985年
- 野銭町(鷲塚)

1990年代頃
- 中江町(伏見屋外新田)

## 旧明治村
1906年に6村の全域と1村の一部が合併して発足した碧海郡明治村の9大字のうち、1955年に西端が当市に編入され、当市の大字に継承された。
- 西端(旧西端村、1980年廃止)

1974年から西端地区でも区画整理や住居表示により順次町名が設置された。成立年ごとに列挙する。
1974年
- 油渕町
- 洲先町
- 坂口町
- 三度山町
- 札木町
- 湖西町
- 吹上町
- 上町
- 神田町
- 半崎町
- 長田町
- 白沢町(1975年東端町を編入)
- 平山町

1975年
- 荒居町(大浜の一部含む)
- 広見町(大浜の一部含む)
- 古川町(棚尾の一部含む)
- 井口町(榎前町(1974年編入)の全域含む)
- 大坪町

1977年
- 竹原町
- 宝町
- 若水町
- 雁道町
- 用久町
- 桃山町
- 奥沢町

1978年
- 松原町
- 島池町
- 屋敷町
- 清水町
- 鳥追町

1980年
- 北町(榎前町(1977年編入)の全域含む)
- 大久手町
- 白砂町
- 立山町

## その他
ここでは衣浦港の干拓でできた町や周辺自治体から編入した町について記載する。
1962年
- 港一番町(埋立地より、1976年廃止)

1970年
- 港本町(埋立地より)

1972年
- 明石町(埋立地より)
- 浜町(埋立地より)
- 玉津浦町(埋立地より)

1974年
- 榎前町(安城市榎前町の一部より編入、1975年廃止)
- 東端町(安城市東端町の一部より編入、1975年廃止)
- 須磨町(埋立地より)

1975年
- 根崎町(安城市根崎町の一部より編入、1976年廃止)

1976年
- 港南町(埋立地より)

1977年
- 榎前町(安城市榎前町の一部より編入、1980年廃止)

## 参考資料
- 角川日本地名大辞典 23 愛知県(1989年、角川書店)

## 補足
1. ↑  残った南中根・米津は西尾市に、東端・根崎・城ヶ入・石井・和泉・榎前は安城市にそれぞれ編入された。